# Bohdano-Nadeschdiwka
Bohdano-Nadeschdiwka (ukrainisch Богдано-Надеждівка; russisch Богдано-Надеждовка Bogdano-Nadeschdowka) ist ein Dorf im Rajon Pjatychatky im Westen der ukrainischen Oblast Dnipropetrowsk mit 278 Einwohnern (2012).

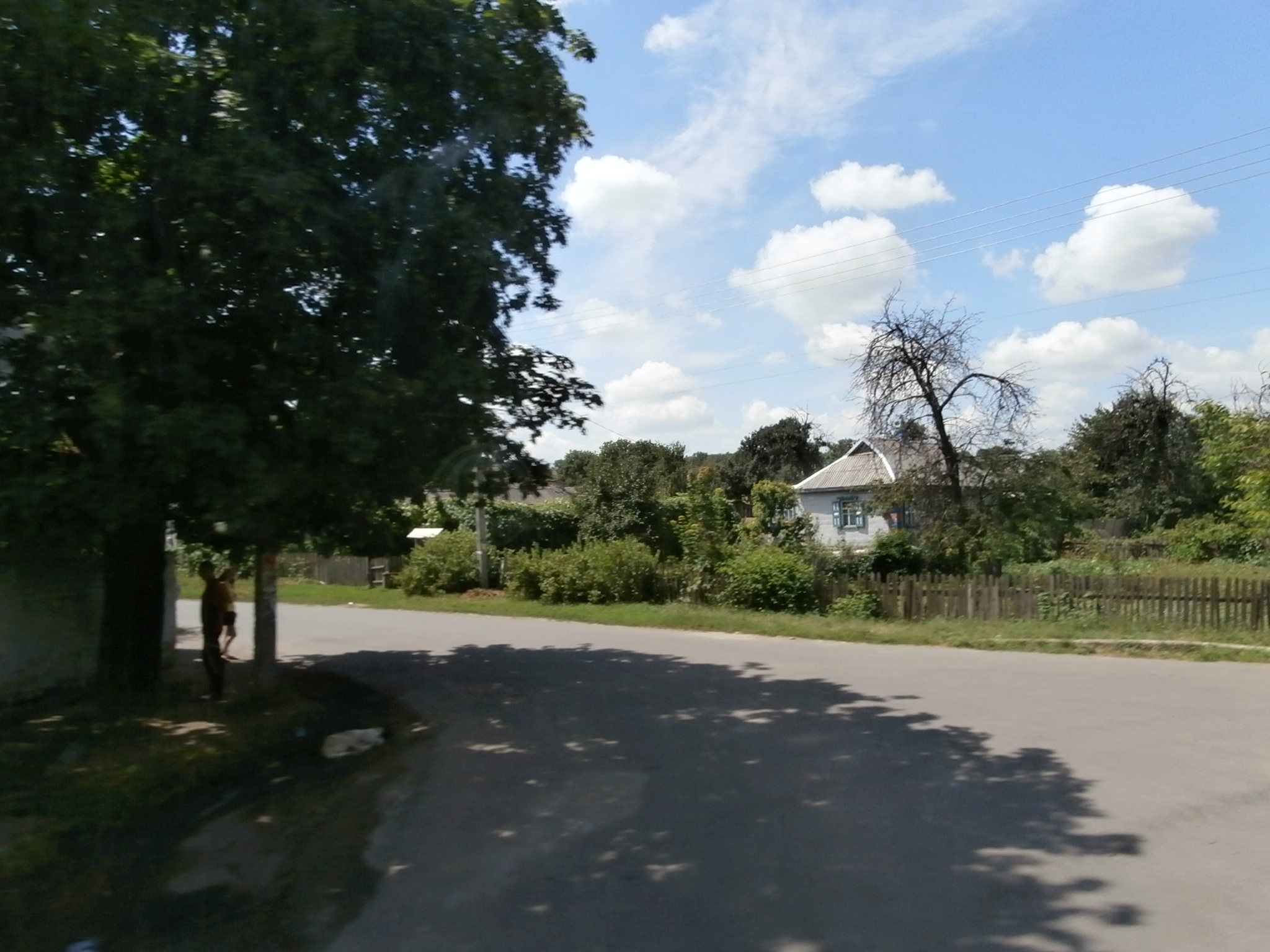
Ortseingang Poltawoboholjubiwka

Das im Oktober 1850 gegründete Dorf liegt im Westen des Rajon Pjatychatky in 3 km Entfernung zum linken Ufer der Schowta. Südlich des Dorfes verläuft die Territorialstraße T-04-18, über die in Richtung Westen nach 10 km die Stadt Schowti Wody und nach 12 km Richtung Nordosten das ehemalige Rajonzentrum Pjatychatky, in dem auch der nächste Bahnhof liegt, erreichbar ist.

## Gemeindegliederung
Bohdano-Nadeschdiwka grenzt im Nordwesten an die, im Rajon Oleksandrija (Oblast Kirowohrad) liegende Gemeinde Selene und im Südwesten an die Stadt Schowti Wody.
Am 12. Juni 2020 wurde das Dorf ein Teil der neugegründeten Stadtgemeinde Pjatychatky, bis dahin bildete es zusammen mit den Dörfern Kalyniwka (ukrainisch Калинівка), Kultura (ukrainisch Культура), Myroljubiwka (ukrainisch Миролюбівка) und Poltawoboholjubiwka (ukrainisch Полтавобоголюбівка) sowie der Ansiedlung Myrne (ukrainisch Мирне) die gleichnamige Landratsgemeinde Bohdano-Nadeschdiwka (Богдано-Надеждівська сільська рада/Bohdano-Nadeschdiwska silska rada) im Westen des Rajons Pjatychatky.
Am 17. Juli 2020 kam es im Zuge einer großen Rajonsreform zum Anschluss des Rajonsgebietes an den Rajon Kamjanske.